# Catasetum cirrhaeoides
Catasetum cirrhaeoides är en orkidéart som beskrevs av Frederico Carlos Hoehne. Catasetum cirrhaeoides ingår i släktet Catasetum och familjen orkidéer. Inga underarter finns listade i Catalogue of Life.